# وووستوو (استان اشوی‌داشکسیه)
وووستوو (به لهستانی: Włostów) یک منطقهٔ مسکونی در لهستان است که در گمینا لیپنگک واقع شده‌است. وووستوو ۱٬۸۰۰ نفر جمعیت دارد.